# Efecto McCollough

Una imagen de prueba para el efecto McCollough. A primera vista, las líneas verticales y horizontales se ven en blanco y negro, sin color. Después de la inducción (ver imágenes abajo), el espacio entre líneas verticales debe ser de color rojizo y el espacio entre las líneas horizontales debe ser verdoso.

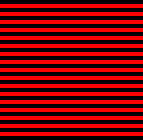
Primera imagen de inducción para el efecto McCollough. Mire el centro de esta imagen durante unos segundos, a continuación, en el centro de la imagen de abajo durante unos segundos. A continuación, regrese a esta imagen. Siga intercambiando entre las dos imágenes en color durante al menos tres minutos.

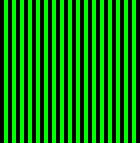
Segunda imagen de inducción para el efecto McCollough. Mire el centro de esta imagen durante unos segundos, a continuación, en el centro de la imagen anterior por un par de segundos. A continuación, regrese a esta imagen. Siga intercambiando entre las dos imágenes en color durante al menos tres minutos.

El efecto McCollough es un fenómeno de la percepción visual humana en la que rejillas incoloras parecen de color dependiendo de la orientación de las rejillas. Es un efecto secundario que requiere un período de inducción para producirlo. Por ejemplo, si alguien mira alternadamente a una rejilla horizontal roja y una rejilla vertical de color verde durante unos minutos, una rejilla horizontal en blanco y negro será vista verdosa y una rejilla vertical, en blanco y negro se verá rosácea. El efecto es notable por su larga duración (unas horas o más), y en algunos casos (después de una exposición prolongada a las rejillas), el efecto puede durar hasta tres meses y medio. El efecto puede ser revertido al contemplar la imagen de la inducción inicial, girado 90° durante la mitad del tiempo dedicado a mirar durante la fase de inducción inicial.
El efecto fue descubierto por la psicóloga estadounidense Celeste McCollough en 1965.